# Helga Menzel-Tettenborn
Helga Menzel-Tettenborn (andere Namen: Berolina, Hortense, Isabel, Nicola Preute  – alles Pseudonyme) ist eine deutsche Autorin. Sie hat auch unter den Pseudonymen Berolina, Hortense, Isabel und Nicola Preute veröffentlicht. Einige ihrer Werke wurden ins Englische, Französische, Niederländische und/oder Slowenische übersetzt.

## Schriften (Auswahl)
- Das Glück der Mutterschaft. [Zeichnungen: Rose Kuhnlein], Verlag von der Brüggen, Erlangen 1949
- Das bunte Terrarien-Buch. [Illustrationen: G. u. H. Keuer], Bertelsmann, Gütersloh 1967
- (Vorwort und dt. Bearbeitung), mit Michail Michailowitsch Gerassimow: Ich suchte Gesichter. Schädel erhalten ihr Antlitz zurück. Wissenschaft auf neuen Wegen. Bertelsmann, Gütersloh 1968
- (als Hortense): Sag's mit Blumen. Ein Strauss aus 60 Schnittblumen. Arrangiert / Gezeichnet von Christa Thiele-Dohrmann. Praesentverlag Peter, Gütersloh [1970]
- (als Isabel): Der sexte Sinn. Gescheites und Dummes, Frivoles und Harmloses. Aufgelesen von Isabel. Mit Zeichnungen von Christa Thiele-Dohrmann. Praesentverlag Peter, Gütersloh [1970]
- (als Nicola Preute): Tiere und Pflanzen. Ihre Lebensgemeinschaft und ihr Lebensraum in 1500 Stichwörtern und 115 Zwischentexten. Dargestellt und erläutert von Nicola Preute [unter Mitarbeit von Ernst Schwiethal]. Praesentverlag Peter, Gütersloh [1971]
- (als Berolina) mit Gerhard Hellwig: Vom Alex bis zum Zoo. Ein lexikalischer Berlin-Bummel. Mit einem kleinen Wörterbuch 100 Worte Berlinisch von A – Z. Ausjedacht, zusammjestellt, erjänzt und zigmal jelesen von Berolinus. [Zeichnungen: Friedl Rasp]. Bertelsmann-Lexikon-Verlag, Gütersloh, Berlin, München, Wien 1973, ISBN 3-570-08512-0
- Das Reich der Pflanzen. Mit einem Vorwort von H. F. Neubauer. [Mit Beiträgen von Dietmar Burgmann u. a. Wissenschaftliche Beratung: H. F. Neubauer. Großgrafiken: Hermann Schäfer]. Bertelsmann-Lexikon-Verlag, Gütersloh, Berlin, München, Wien 1974, ISBN 3-570-08942-8
- Das Reich der Pflanzen. Mit einem Vorwort von H. F. Neubauer. [Mit Beiträgen von Hans-Harald Herrmann und Volker Wunsch]. Bertelsmann-Lexikothek-Verlag, Gütersloh 1984, ISBN 3-570-03900-5